# Antoine Français de Nantes

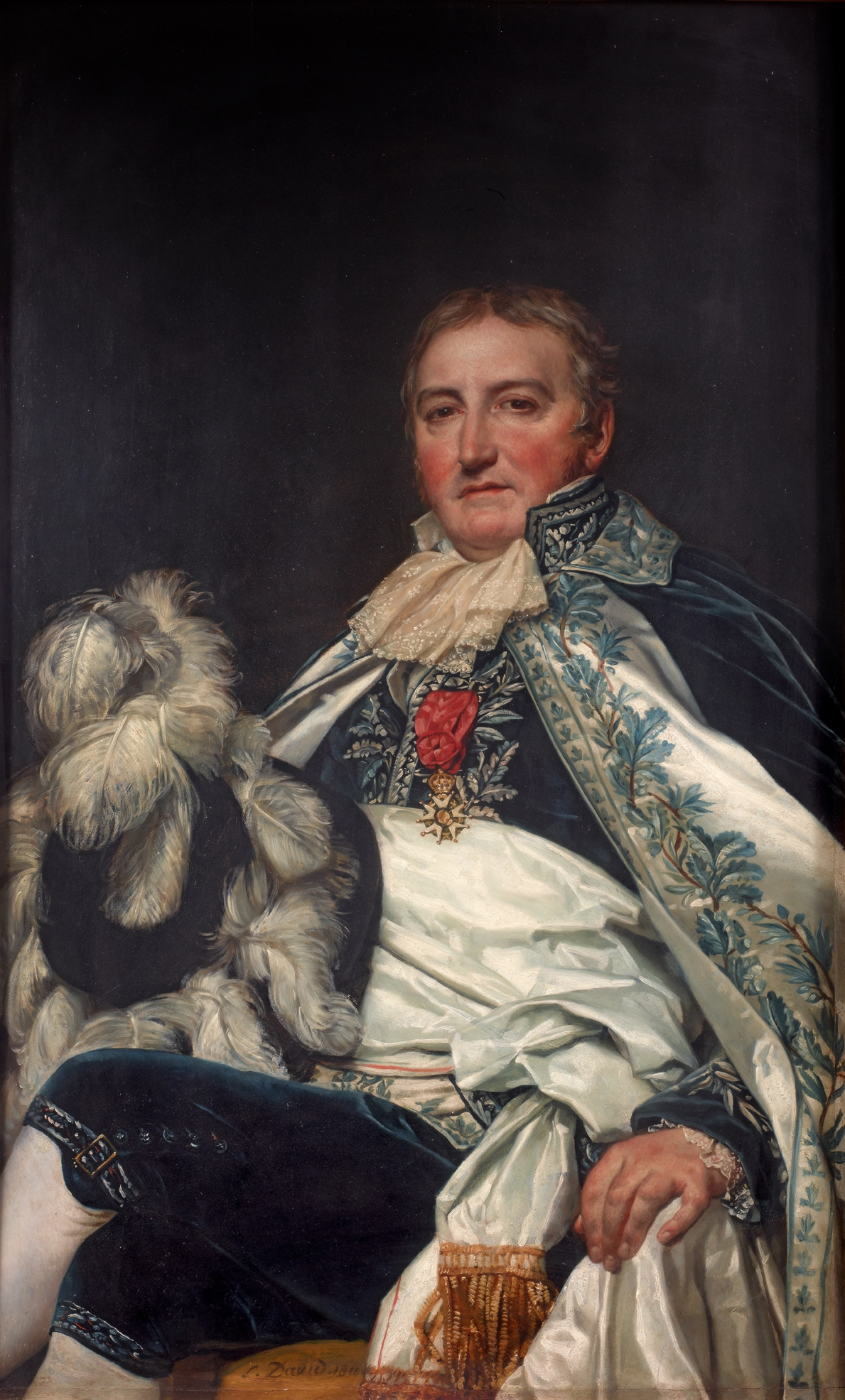
Graf Français de Nantes, Porträt von Jacques-Louis David, 1811
(Musée Jacquemart-André, Paris)

Graf Antoine Français, genannt Français de Nantes, (* 17. Januar 1756 in Beaurepaire, Département Isère; † 7. März 1836), französischer Zoll- und Finanzbeamter, Revolutionär und Staatsmann.
Français war Zollbeamter in Nantes und wurde nach Ausbruch der Revolution schon bald eines der führenden Mitglieder des örtlichen Jakobinerklubs. Später wurde er Mitglied der Gesetzgebenden Versammlung (Assemblée Législative), war 1792 für 14 Tage Präsident der französischen Nationalversammlung (10. bis 24. Juni) und wurde 1798 Mitglied des Rates der Fünfhundert (Conseil des Cinq Cents). Unter Napoleon Bonaparte erhielt er als Directeur Général des Droits-réunis die Oberaufsicht über die Steuereinnahmen und wurde 1808 zum comte de l’Empire in der Noblesse impériale erhoben. 1831 wurde er Pair von Frankreich.

## Werke
(Pseudonym: M. Jérôme)
- Le manuscrit de feu M. Jérôme, contenant son oeuvre inédite, une notice biographique sur sa personne, un facsimilé de son écriture, et le portrait de cet illustre écrivain. Bossange frères, Paris und Leipzig 1825.
- Recueil de Fadaises, composé sur la montagne à l’usage des habitans de la plaine, par M. Jérôme (en son vivant) littérateur distingué et consommateur accrédité dans la faubourg Saint-Marceau. Bossange frères, Paris 1826.
- Voyage dans la vallée des originaux par feu M. Du Coudrier. Baudouin, Paris 1828.